# Włodzimierz Staniewski
Włodzimierz Staniewski (ur. 20 kwietnia 1950 w Bardzie Śląskim) – polski reżyser, założyciel i dyrektor Ośrodka Praktyk Teatralnych „Gardzienice”. Autor międzynarodowych programów, twórca autorskiej metody treningu aktorskiego, autor esejów teatralnych.

## Teatr STU (1970–1971)
W roku 1968 Staniewski rozpoczął studia z filologii polskiej na Uniwersytecie Jagiellońskim. W roku 1969 został słuchaczem Studia Aktorskiego przy Teatrze STU Krzysztofa Jasińskiego, gdzie zajęcia prowadzili absolwenci Państwowej Wyższej Szkoły Teatralnej w Krakowie, aktorzy Teatru STU. Staniewski debiutował jako aktor w 1970 roku w spektaklu Krajobrazy według poezji Tadeusza Nowaka w ramach IV warsztatu organizowanych przez Studio Aktorskie. W tym samym roku zagrał także w Wędrówkach mistrza Kościeja Michela de Ghelderode, spektaklu reżyserowanym przez Jana Pyjora w ramach V warsztatu Studia. Zagrał w realizacji najbardziej znanego spektaklu Teatru STU – Spadanie – na podstawie motywu poematu Tadeusza Różewicza (premiera: wrzesień 1970 w Rotterdamie).
Wpływ teatru Jasińskiego na kształtowanie późniejszej wizji artystycznej Staniewskiego był znaczny: do podobieństw można zaliczyć bliski kontakt z widzem (kameralność spektakli), szybkie tempo i rytm przedstawienia, rola muzyki, sposób gry aktorskiej (wcielanie się aktora w rolę, potem powrót w bezosobowe „ciało zbiorowe” aktorskiej grupy), kolażowy kształt spektaklu, wykorzystanie kontrastu stylu wysokiego z niskim. Staniewski przetworzył doświadczenia Teatru STU i stworzył własny styl. Zasadnicze różnice pomiędzy obu twórcami to zupełnie różna estetyka przedstawień, wybór środowiska dla teatru (Jasiński – miasto, Staniewski – wieś), rola pieśni (u Jasińskiego – polityczny manifest, dla Staniewskiego – wyrażanie emocji, budowanie dynamiki spektaklu).

## Teatr Laboratorium (1972–1977)
Jerzy Grotowski, twórca Teatru Laboratorium, był w 1971 roku widzem Spadania i świadkiem występu Staniewskiego podczas XII Festiwalu Sztuk Współczesnych we Wrocławiu. Zaproponował młodemu aktorowi udział w parateatralnych działaniach swojego teatru. Staniewski przyłączył się do Grotowskiego, przenosząc się jednocześnie z Uniwersytetu Jagiellońskiego na Wrocławski, na którym obronił pracę magisterską na temat adaptacji filmowej i opisu Spadania w Teatrze STU. Po okresie działań Teatru Laboratorium w zamkniętym kręgu artystów, w 1973 roku w Brzezince odbyło się pierwsze publiczne trwające 3 dni „Święto”, kolejne otwarte zdarzenia w ramach „Complex Research Program” („Kompleksowy Program Badawczy”) miały miejsce tego samego roku w USA („Special Project”). Staniewski brał udział w obu akcjach. We Francji i Australii działania teatru przebiegały wielotorowo: realizowano „Large Special Project” oraz „Narrow Special Project”. Staniewski brał udział w kierowanym bezpośrednio przez Grotowskiego „Wąskim Projekcie Specjalnym”, wkrótce stał się też najbliższym współpracownikiem Grotowskiego grupy. Grotowski chciał widzieć w Staniewskim swojego następcę i przyszłego lidera Laboratorium. Wraz z wąskim gronem współpracowników w latach 1974–1975 artyści prowadzili prace mające na celu, jak powiedział Grotowski, „doświadczenia percepcji bezpośredniej, całym sobą, bez cudzysłowu”. Gdy w 1975 roku teatr Grotowskiego rozpoczął we Wrocławiu działalność Uniwersytetu Poszukiwań Teatru Narodów, Staniewski był jednym z prowadzących tzw. Ule, otwarte jednodniowe staże dla wszystkich zainteresowanych. Grupa tworząca Ul składała się z 60–90 osób. Celem Ulu było wewnętrzne wyzwolenie i spontaniczne działanie jego uczestników (improwizacja). W listopadzie 1975 podczas biennale w Wenecji Staniewski w ramach Uniwersytetu Poszukiwań II prowadził spotkania „Stage General – Island Experiment” na wysepce San Giacomo in Palude. Podczas działań w Wenecji doszło do konfliktu pomiędzy twórcami teatru, Staniewski zbuntował się. Oskarżył Grotowskiego o oportunizm. W pół roku po tym zdarzeniu oficjalnie opuścił Laboratorium.
Przez wiele lat Staniewski stanowczo odcinał się od powiązań jego działalności w „Gardzienicach” z doświadczeniami Grotowskiego. Wzajemne wpływy artystów były jednak znaczące. Po rozstaniu Grotowski zrezygnował z rozwijania idei parateatru, rozpoczął nowy etap w swojej twórczości, nazywany Teatrem Źródeł. Z drugiej strony traktowanie widza w „Gardzienicach” jako współuczestnika wydarzenia teatralnego wyrosło z doświadczeń parateatralnych w Laboratorium. Także formuła gardzienickich Wypraw wiele zawdzięcza wcześniejszej współpracy Staniewskiego z Grotowskim. Staniewski wskazywał jednak na zasadniczą różnicę między teatrem Grotowskiego a Wyprawami: „Tamte eksperymenty [...] miały charakter laboratoryjny. [...] Były zamknięte odwiązane od kontekstu społecznego, odwołując się przede wszystkim do psychologii do przeżyć intymnych, eksploatacji wnętrza jednostki”. Staniewski szukał natomiast kontaktu z widzem, potwierdzenia realnej wartości przedstawienia w reakcji publiczności.

## Ośrodek Praktyk Teatralnych „Gardzienice”

### Powstanie teatru

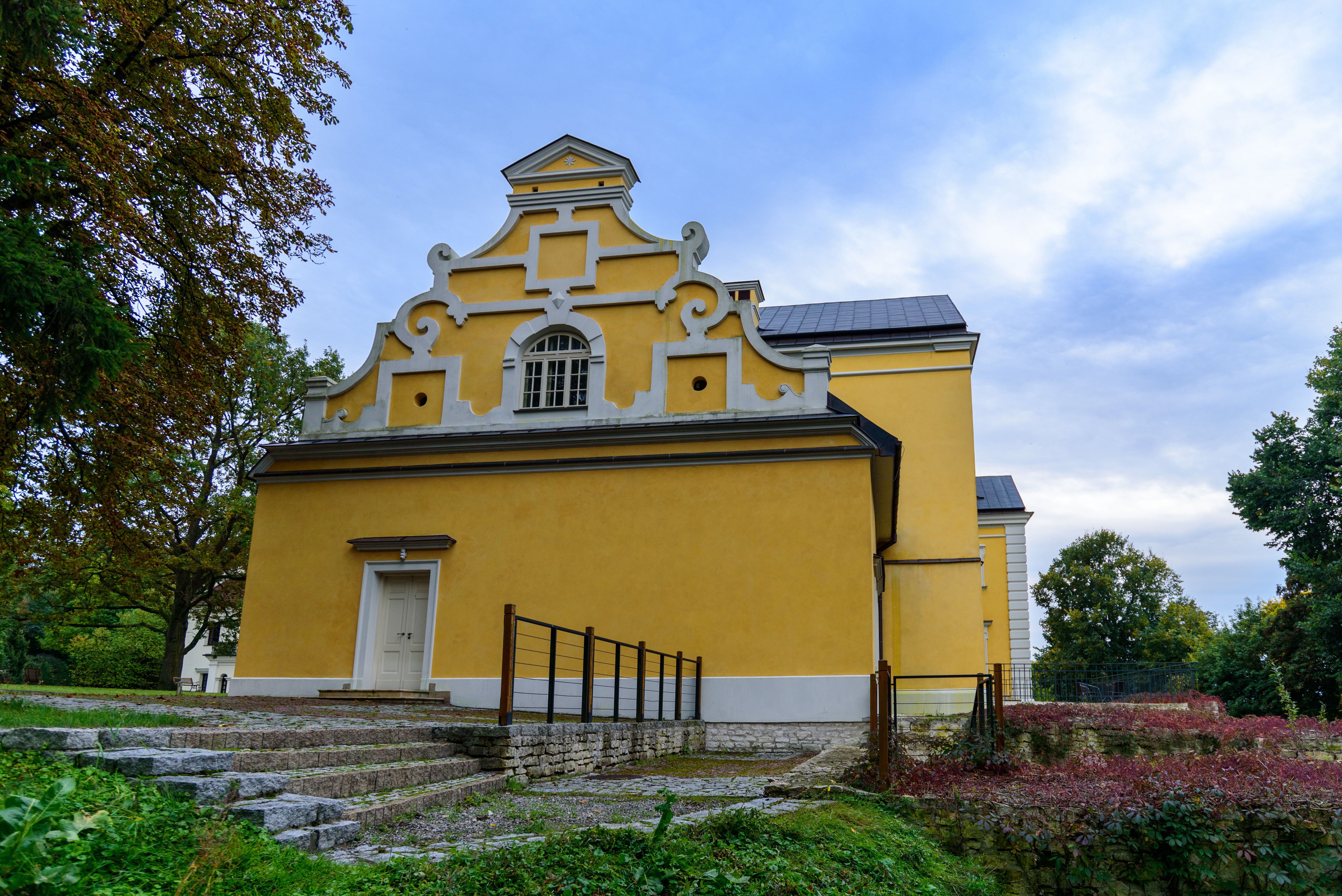
Była kaplica braci polskich, w której teatr działał od 1978 roku

Po zerwaniu z Laboratorium Staniewski początkowo związał się z lubelskim teatrem Scena 6 Henryka Kowalczyka, przystąpił też do formowania własnego zespołu. W czerwcu 1976 roku podejmuje wraz z Ewą Benesz z Ośrodka Puławy pierwszą wyprawę na wieś w poszukiwaniu inspiracji. W sierpniu eksplorował tereny wokół Gardzienic, zorganizował też w pomieszczeniach Uniwersytetu Ludowego w Gardzienicach warsztat-seminarium teatralne. Jego słuchaczami byli przyszli aktorzy teatru: Henryk Andruszko, Jan Bernard, Tomasz Rodowicz, Waldemar Sidor, Jan Tabaka i Wanda Wróbel. Tego samego roku w październiku nowo powstały zespół zorganizował pierwszą Wyprawę teatru, której celem były wsie w Zamojskiem (Baranica, Bogusław, Zygmuntów, Antoniówka). W latach 1976–1977 zespół funkcjonował nieformalnie, w roku 1978 Staniewski zarejestrował w Lublinie Stowarzyszenie Teatralne „Gardzienice”, a teatr przyjął nazwę: Ośrodek Realizacji i Badań Praktyk Teatralnych „Gardzienice”. Staniewski objął funkcję wiceprezesa Stowarzyszenia i dyrektora artystycznego Teatru. Zespół na cele twórcze wynajął lamus przy Uniwersytecie Ludowym w Gardzienicach, który okazał się byłą kaplicą braci polskich. W roku 1978 „Gardzienice” pod przywództwem Staniewskiego zorganizowały osiem kolejnych Wypraw.

### Działalność „Gardzienic”
Metoda aktorska Staniewskiego, znana jest jako ekologia teatru, wymieniana jest jako jedna z ważniejszych w XX wieku. Spektakle teatru takie jak „Gusła”, Awwakum, Carmina Burana, Metamorfozy, Elektra czy Ifigenia w A… prezentowane były w wielu krajach świata, m.in.: na Festiwalu Teatru Narodów (Baltimore, USA), na Seul Olimpic Arts Festival (Korea Południowa), First New York Festival of Arts (USA), Toga Theater Festival (Japonia), Theater der Welt (Berlin, Niemcy), na Festiwalu w São Paulo (Brazylia), Olimpiadzie Teatralnej w Moskwie (Rosja) i w wielu innych. Jako reżyser i autor wykładał i prowadził razem ze swoimi aktorami klasy mistrzowskie w teatrach i ośrodkach akademickich, m.in.: Royal Shakespeare Company (Stratford, Wlk. Brytania), Centrum Meyerholda (Moskwa), Konserwatorium Teatralne (Paryż), Getty Centre (Los Angeles), Yale University, Stanford University (USA), Barbican Centre (Londyn), Uniwersytet Waseda (Tokio), Meksyk, Dallas i in.

### Kontrowersje
Prof. Juliusz Tyszka zwrócił uwagę na widoczny już na początku lat 90. XX wieku dysonans między odwoływaniem się Staniewskiego do kontaktu ze społecznością wiejską, przy jej jednoczesnym dezawuowaniu.

#### Oskarżenia o mobbing
6 października 2020 roku, ukazał się artykuł Witolda Mrozka Mobbing i molestowanie w legendarnym teatrze. Wszyscy słyszeli, nikt o tym nie mówił, w którym opisano domniemane przypadki mobbingu i molestowania aktorek przez Włodzimierza Staniewskiego na przestrzeni wielu lat działalności Teatru Gardzienice. Sprawa została skierowana do Prokuratury Rejonowej w Świdniku, jednak śledztwo zostało umorzone ze względu na brak znamion czynu zabronionego.

## Realizacje reżyserskie

### Spektakle teatralne
- 1977 – Spektakl Wieczorny
- 1981 – Gusła
- 1983 – Żywot protopopa Awwakuma
- 1990 – Carmina Burana
- 1997 – Metamorfozy
- 2004 – Elektra
- 2007 – Ifigenia w A...
- 2011 – Ifigenia w T...
- 2013 – Oratorium Pytyjskie
- 2017 – „Wesele” według dramatu Stanisława Wyspiańskiego

### Ekranizacje spektakli w reżyserii Staniewskiego
- 1994 – Awwakum
- 1994 – Carmina Burana
- 2004 – Metamorfozy albo złoty osioł
- 2009 – Ifigenia w A…

## Fabularyzowane filmy dokumentalne o Staniewskim i jego teatrze
- 1981 – Stowarzyszenie Teatralne „Gardzienice”[11]
- 1994 – Po nowe naturalne środowisko teatru[12]
- 2008 – Ośrodek Praktyk Teatralnych „Gardzienice”. Zapiski reżysera[13]

## Odznaczenia i nagrody
- Krzyż Kawalerski Orderu Odrodzenia Polski przyznany przez Prezydenta RP (2002)
- Srebrny Medal „Zasłużony Kulturze Gloria Artis” przyznany przez ministra kultury (2005)
- Odznaka „Zasłużony Działacz Kultury” przyznana przez ministra kultury i sztuki
- Nagroda im. Konrada Swinarskiego (1991)
- Złoty Medal „Zasłużony Kulturze Gloria Artis” przyznany przez ministra kultury (2013)[14]
- Nagroda im. Tadeusza Boya-Żeleńskiego (2015)
- Nagroda Ministra Spraw Zagranicznych za wybitne zasługi dla kultury polskiej za granicą
- Nagroda Ministra Kultury i Sztuki za wybitne osiągnięcia artystyczne i upowszechnianie kultury teatralnej
- Dyplom uznania przyznany przez Ministra Spraw Zagranicznych RP za promowanie kultury polskiej za granicą
- Medal Ministra Kultury i Sztuki Egiptu za wkład w rozwój światowego teatru eksperymentalnego
- Medal Stulecia Odzyskanej Niepodległości (2019)[15]
- Doroczna Nagroda Ministra Kultury i Dziedzictwa Narodowego za całokształt twórczości (2023)[16]